# بنة محمد على (تشيلو)
بنة محمد على (بالفارسية: بنه محمدعلی) هي منطقة سكنية تقع في إيران في قسم تشيلو الريفي. يقدر عدد سكانها بـ 29 نسمة .